# Кябі Ларетей
Кябі Альма Ларетей (14 липня 1922 — 31 жовтня 2014) — естонсько-шведська концертна піаністка, композиторка, письменниця, кіноакторка.

## Текст заголовка
Її батько Генріх Ларетей був дипломатом, послом Естонії у Швеції; коли Совіцький Союз окупував Естонію в 1940, родина не повернулася до Естонії. Її вчителем фортепіано була Марія-Луїза Струб-Мореско, яка мала непрямий вплив на вибір чоловіка Ларетей, Інгмара Бергмана. Ларетей мала довгу й видатну кар'єру піаністки, і в 1960-х вона грала в переповнених залах Великої Британії, Швеції, Західної Німеччини та Сполучених Штатів, включаючи Карнеґі-Хол.
З 1950 по 1959 Ларетей була одружена з Гуннаром Штаерном, від якого мала доньку Лінду (1955 р.н.). 
Ларетей також відома завдяки шлюбу і професійному співробітництву у фільмах з кінорежисером Інгмаром Бергманом; Ларетей була його четвертою дружиною. Вони познайомилися наприкінці 1950-х, а одружилися в 1959 . Вона познайомила Бергмана з різноманітною музикою, деяку з неї він використовував у фільмах. Вони розлучилися в 1969, хоча шлюб фактично закінчився до 1966. Його фільм 1961 «Крізь темне скло» присвячений Ларетей. У них народився син Деніел Бергман (1962 р.н.), який також є режисером. Ларетей працювала з Ігорем Стравинським і Полом Гіндемітом.
Вона продовжувала грати на концертах і давати музичні консультації на зйомках деяких фільмів свого колишнього чоловіка і навіть з'являється, граючи на фортепіано в одній зі сцен фільму "Фанні та Александра". Вона записала фортепіанні уривки, які дієгетично з'являються у фільмах Бергмана, таких як "Осіння соната" та "Чарівна флейта". 
Ларетей рано зацікавилася телебаченням, вела багато передач про літературу та музику на шведському телебаченні і, починаючи з "En bit jord" (1976; «Комба землі»), опублікувала ряд книг про життя та музику, остання "Såsom i en översättning" (2004; «Як у перекладі», назва є перефразою «Крізь темне скло» (Såsom i en spegel). Крім того, про неї знімалися численні телевізійні та кінодокументальні фільми.
У 1998 нагороджена орденом Національного герба Естонії 3 ступеня.
Померла 31 жовтня 2014 у віці 92 років.

## Фільмографія
| Рік  | Назва               | Роль                                   | Примітки                 |
| ---- | ------------------- | -------------------------------------- | ------------------------ |
| 1976 | Обличчям до обличчя | Піаніст                                | Не в титрах              |
| 1982 | Фанні та Александр  | Тітка Анна фон Болен - Екдальська хата |                          |
| 1986 | Рейс на північ      | Мати                                   | (заключна роль у фільмі) |